# Alexandru Rogobete
Alexandru-Florin Rogobete (ur. 24 marca 1991) – rumuński polityk i lekarz, deputowany, od 2025 minister zdrowia.

## Życiorys
W 2013 ukończył studia licencjackie na wydziale chemii, biologii i geografii na Universitatea de Vest din Timișoara, a w 2019 studia medyczne na Universitatea de Medicină și Farmacie „Victor Babeș” din Timișoara. Na drugiej z tych uczelni uzyskał też magisterium z zarządzania usługami socjalnymi i medycznymi (2022) oraz doktorat z medycyny (2024). Pracował w służbie zdrowia, podjął praktykę w zawodzie lekarza. Został również nauczycielem akademickim na uczelni medycznej w Timișoarze.
W 2020 był doradcą sekretarza stanu w ministerstwie zdrowia. Współpracował z ministrem zdrowia Alexandru Rafilą jako jego doradca (2021–2023) i sekretarz stanu w kierowanym przez niego resorcie (2023–2024). W wyborach w 2024 z ramienia Partii Socjaldemokratycznej uzyskał mandat posła do Izby Deputowanych.
W czerwcu 2025 objął urząd ministra zdrowia w rządzie Ilie Bolojana.